# Hermann Reinecke
Hermann Reinecke (Wittenberg, 1888. február 14. – Hamburg, 1973. október 10.) német bíró, politikus és katonatiszt. Az első és a második világháborúban is harcolt, több kitüntetést elnyert. A nürnbergi persorozat részeként rendezett Főparancsnokság-perben bűnösnek találták és életfogytiglani börtönbüntetésre ítélték, de már 1954-ben kiszabadult.